# Риу-Пирасикаба (Минас-Жерайс)
Риу-Пирасикаба (порт. Rio Piracicaba) — муниципалитет в Бразилии, входит в штат Минас-Жерайс. Составная часть мезорегиона Агломерация Белу-Оризонти. Входит в экономико-статистический микрорегион Итабира. Население составляет 14 479 человек на 2006 год. Занимает площадь 370,355 км². Плотность населения — 39,1 чел./км².

## История
Город основан 29 сентября 1713 года.

## Статистика
- Валовой внутренний продукт на 2003 год составляет 67 148 659,00 реалов (данные: Бразильский институт географии и статистики).
- Валовой внутренний продукт на душу населения на 2003 год составляет 4688,17 реалов (данные: Бразильский институт географии и статистики).
- Индекс развития человеческого потенциала на 2000 год составляет 0,735 (данные: Программа развития ООН).

## География
Климат местности: горный тропический. В соответствии с классификацией Кёппена, климат относится к категории RP.